# Hinsehäxan
Hinsehäxan är en självbiografisk bok från 2005 av Lillemor Östlin, den kvinna som har suttit inspärrad längst tid på kriminalvårdsanstalt i Sverige. Titeln anspelar på anstalten Hinseberg och det var Östlins första bok.
År 2012 sändes en filmatisering av boken, miniserien Hinsehäxan, där Vera Vitali gestaltade Östlin. 